# Massís de Teno

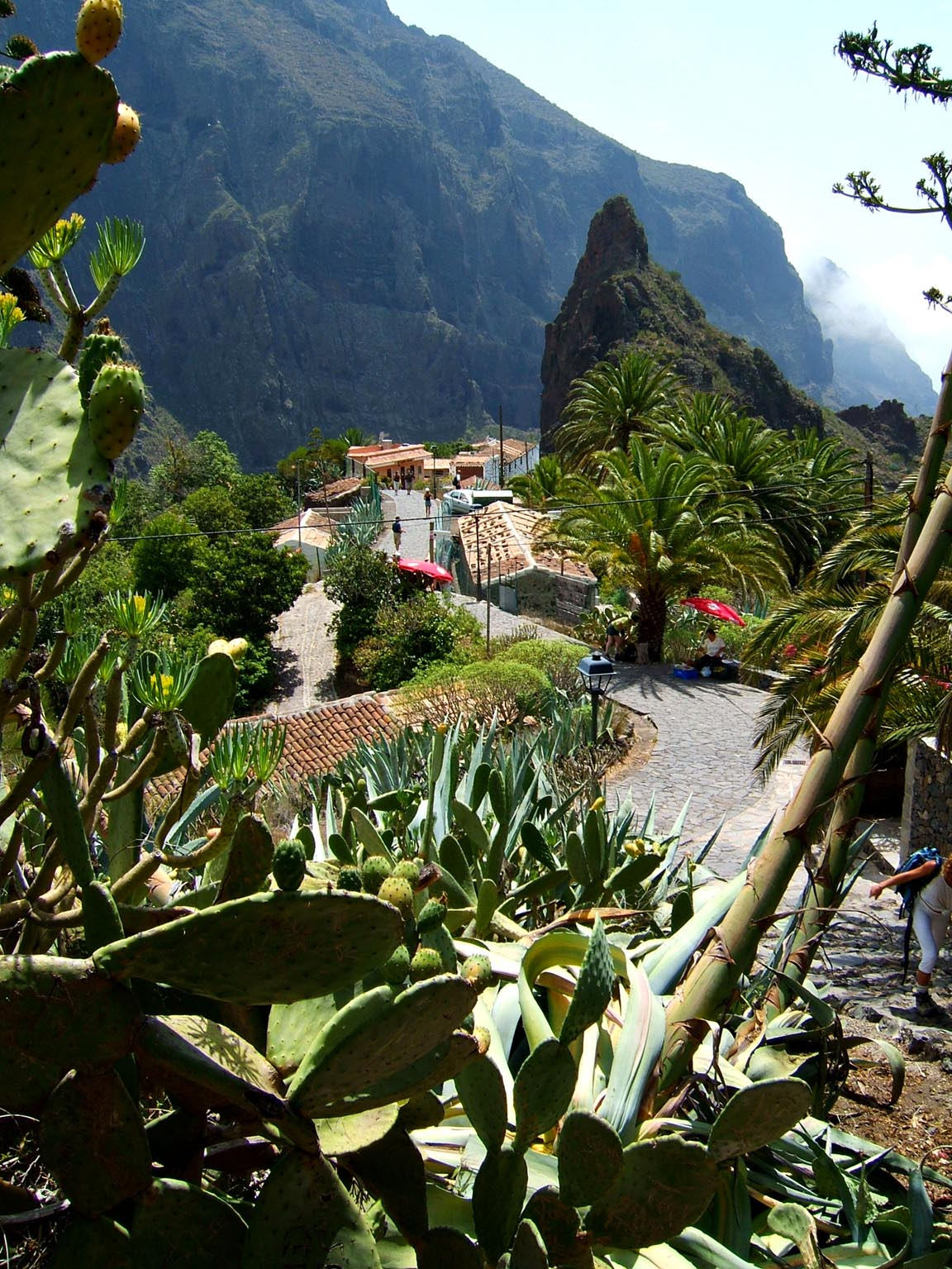
Masca.

El Massís de Teno, nom oficial en castellà: Macizo de Teno; és una de les tres formacions rocoses (paleoilles) que van donar origen a Tenerife (Canàries, Espanya). Es troba a la part nord-occidental de l'illa, entre els municipis de Santiago del Teide, Los Silos, El Tanque i Buenavista del Norte.

## Descripció
El relleu volcànic, sorgit entre fa 5 o 7 milions d'anys, està solcat per profunds barrancs i acaba bruscament al mar, en una zona coneguda com a Acantilado de los Gigantes, una sèrie d'alts precipicis que es desplomen sobre el mar arribant fins i tot als 500 metres de desnivell. Al massís es troben masos com Masca, Teno Alto, Los Carrizales, El Palmar, Las Portelas i Las Lagunetas en els quals encara es mantenen les antigues tradicions agrícoles de Canàries.
El parc rural de Teno té 8063 hectàrees i a dins es troben importants monuments basàltics, així com una important representació de la flora canària de gairebé tots els seus microclimes. La gran diversitat i riquesa florística es compon a més d'alguns endemismes exclusius del parc. A les zones conegudes com a Monte del Agua i Laderas del Baracán es troben boscos de laurisilva, vegetació exclusiva de la Macaronèsia. A les zones costaneres abunden les Euphorbia balsamifera i Euphorbia canariensis.
La Punta de Teno és l'extrem més occidental de Tenerife. És una zona d'importants recursos marins així com una de les millors zones de l'arxipèlag per practicar submarinisme. La Unió Europea va declarar el Massís de Teno com a zona especial per a la protecció i conservació de les aus, ja que en aquest massís habiten importants colònies de coloms canaris cuafosc i coloms canaris cuablanc, esparvers comuns, canaris, àguiles pescadores, àguiles calçades comunes, xoriguers comuns i falcons berbers. A la zona es troben restes arqueològiques d'assentaments guanxes el que demostra que aquesta zona ha estat habitada des de la més remota antiguitat.